# Younger
Younger é uma série de televisão estadunidense de comédia dramática criada por Darren Star, baseada no livro homônimo escrito por Pamela Redmond Satran. A obra é estrelada por Sutton Foster, que interpreta a personagem principal, com Hilary Duff, Debi Mazar, Miriam Shor, Nico Tortorella, Molly Bernard e Peter Hermann coestrelando em outros papéis principais. Sua estreia ocorreu em 31 de março de 2015 na emissora TV Land, recebendo avaliações positivas dos críticos de televisão. A quinta temporada estreou em 5 de junho de 2018, com uma sexta temporada já prevista.

## Premissa
Liza Miller (Sutton Foster) é uma mãe recém-divorciada de 40 anos. Como sua filha adolescente estudando na Índia, Liza tem que descobrir uma maneira de sustentar a si e sua filha já que o vício do ex-marido deixou-as em um buraco financeiro, perdendo todas as suas economias e sua casa. Seguindo suas ambições da faculdade, Liza tenta conseguir um emprego na área editorial, mas tem que começar de baixo, o que se mostra difícil para uma mulher de sua idade. Ela conhece Josh (Nico Tortorella), um tatuador de 26 anos que pensa que eles são da mesma idade. Maggie (Debi Mazar), a melhor amiga de Liza, surge com a ideia de dar uma repaginada no visual de Liza para que ela se passe como uma mulher de 26 anos de idade. Por fim, ela se torna assistente de Diana Trout (Miriam Shor), na editora Empirical Press, onde faz amizade com Kelsey Peters (Hilary Duff), sua colega de 20 e poucos anos.

## Elenco

### Principal
- Sutton Foster como Liza Miller, a protagonista, uma mãe divorciada de 40 anos que se passa por uma mulher de 26 anos para conseguir um emprego na área editorial.
- Debi Mazar como Maggie Amato, a colega de quarto e melhor amiga de Liza que é antiquada, artística e de língua afiada.
- Miriam Shor como Diana Trout, a chefe temperamental de Liza, que trabalha como chefe de marketing na Empirical Press.
- Nico Tortorella como Josh, um jovem tatuador que confunde a idade de Liza e mais tarde começa a namorá-la.
- Hilary Duff como Kelsey Peters, uma editora sofisticada e ambiciosa da Empirical Press que se torna amiga de Liza.
- Molly Bernard como Lauren Heller, uma jovem de 20 anos imersa nas mídias sociais que é a melhor amiga de Kelsey. Bernard foi promovida para o elenco principal após a primeira temporada.
- Peter Hermann como Charles Brooks, o chefe-geral da Empirical Press. Hermann foi promovido para o elenco principal após a primeira temporada.
- Charles Michael Davis como Zane Anders, um editor que mantém uma disputa de quem é melhor com Kelsey. Davis foi promovido para o elenco principal após a quarta temporada.

### Recorrente
- Dan Amboyer como Thad e Chad Weber, irmãos gêmeos com comportamentos estranhos.
- Tessa Albertson como Caitlin Miller, a filha divertida de Liza.
- Thorbjørn Harr como Anton Björnberg, um escritor sueco que conseguiu seu livro assinado na Empirical Press. Ele e Kelsey estavam tendo um caso enquanto Kelsey estava trabalhando em seu livro.
- Paul Fitzgerald como David Miller, o ex-marido de Liza e o pai de Caitlin.
- Jon Gabrus como Gabe, um amigo de Josh.
- Kathy Najimy como Denise Heller, a mãe de Lauren.
- Michael Urie como Redmond, um gerente de carreira extravagante e ícone da mídias sociais.
- Noah Robbins como Bryce Reiger, um bilionário de 20 e poucos anos que está interessado em investir na Empirical.
- Ben Rappaport como Max Horowitz, ex-namorado de Lauren.
- Jay Wilkison como Colin McNichol, um escrito que começa a ter um caso com Kelsey.
- Mather Zickel como Dr. Richard Caldwell, doutor de Diana, que eventualmente se torna seu namorado.
- Meredith Hagner como Montana Goldberg / Amy, uma barista amiga de Maggie. Ela começa a trabalhar como assistente de Maggie e se juntando a Josh, mas ele logo descobre que ela estava copiando as artes de Maggie.
- Aasif Mandvi como Jay Malick, um homem que descobre o segredo de Liza e faz amizade com ela.
- Burke Moses como Lachlan Flynn, um romancista de espionagem que se torna o motivo da briga de Zane e Kelsey.
- Jennifer Westfeldt como Pauline Turner-Brooks, a ex-mulher de Charles, com quem ele tem duas filhas, e que ingenuamente acredita que eles podem voltar a ficar juntos.
- Phoebe Dynevor como Clare, uma cidadã irlandesa que começa a namorar Josh após uma recomendação de Liza. Ela e Josh planejam um casamento na Irlanda.

### Convidado
- Martha Plimpton como Cheryl Sussman, uma conhecida de Liza que descobre seu segredo e ameaça expô-lo.
- Richard Masur como Edward L.L. Moore, o escritor de Crown of Kings, uma das séries de livros mais vendidas da Empirical Press, que é uma homenagem a A Song of Ice and Fire, de George R. R. Martin. O personagem em si é uma homenagem a Martin, tendo semelhanças com as características físicas de Martin.
- Camryn Manheim como Dr. Jane Wray, uma famosa terapeuta que grava um podcast que inspira um livro chamado The Deciding Decade.
- Lois Smith como Belinda Lacroix, uma romancista, membro mais antigo da Empirical Press. Depois de décadas de trabalhos bem sucedidos, ela morre durante um almoço com Liza.

## Episódios
| Temporada | Temporada | Episódios | Episódios | Originalmente exibido  | Originalmente exibido  |
| Temporada | Temporada | Episódios | Episódios | Estreia da temporada   | Final da temporada     |
| --------- | --------- | --------- | --------- | ---------------------- | ---------------------- |
|           | 1         | 12        | 12        | 31 de março de 2015    | 9 de junho de 2015     |
|           | 2         | 12        | 12        | 13 de janeiro de 2016  | 23 de março de 2016    |
|           | 3         | 12        | 12        | 28 de setembro de 2016 | 14 de dezembro de 2016 |
|           | 4         | 12        | 12        | 28 de junho de 2017    | 13 de setembro de 2017 |
|           | 5         | 12        | 12        | 5 de junho de 2018     | 28 de setembro de 2018 |
|           | 6         | 12        | 12        | 12 de junho de 2019    | 4 de setembro de 2019  |
|           | 7         | 12        | 12        | 15 de abril de 2021    | 10 de junho de 2021    |

## Exibição no Brasil
A série teve seu lançamento no Brasil pelo canal E! com baixo orçamento em anúncios. Todas as 6 temporadas foram exibidas em horários perdidos. Atualmente a série encontra-se no Prime Video completa.

## Produção

### Desenvolvimento
Younger teve seu episódio piloto ordenado pela TV Land em outubro de 2013. O piloto foi escolhido para tornar-se série em abril de 2014, com doze episódios confirmados para uma primeira temporada. O primeiro episódio estreou em 31 de março de 2015, transmitido simultaneamente na TV Land e no bloco de programação Nick at Nite da Nickelodeon. Younger foi renovada para uma segunda temporada em 21 de abril de 2015, a qual estreou em 13 de janeiro de 2016, antes do anúncio de renovação para uma terceira temporada, em 6 de janeiro de 2016. A quarta temporada foi comissionada em 14 de junho de 2016. A quinta temporada foi ordenada em 20 de abril de 2017. Younger foi renovada para uma sexta temporada em 4 de junho de 2018.

### Seleção de elenco
Em dezembro de 2013, Sutton Foster foi escolhida para interpretar a protagonista de Younger. Em janeiro de 2014, Hilary Duff, Nico Tortorella e Miriam Shor foram anunciados como membros do elenco regular. Após a transmissão da primeira temporada, Molly Bernard e Peter Hermann, que tiveram aparições recorrentes, foram promovidos para o elenco regular. Em fevereiro de 2018, Charles Michael Davis foi promovido para o elenco regular da quinta temporada.

### Marketing
Em junho de 2018, o primeiro episódio da quinta temporada foi transmitido no festival Split Screens, em Nova York, junto de uma sessão de perguntas e respostas com as produtoras executivas Dottie Zicklin e Alison Brown, e os atores Debi Mazar, Nico Tortorella and Charles Michael Davis. No mesmo mês, durante o anual ATX Television Festival, em Austin, Texas, o segundo episódio da quinta temporada foi transmitido para o público presente, seguido de um painel como criador Darren Star e membros do elenco. Marriage Vacation, o livro mencionado na série diversas vezes, é real e foi publicado pela editora Simon & Schuster.

## Repercussão

### Recepção da crítica
Younger recebeu críticas positivas. No website Rotten Tomatoes, a primeira temporada mantém uma avaliação de 97%, baseada nos comentários de 35 críticos, e uma média de avaliação de 7.6. No Metacritic, a primeira temporada recebeu uma contagem de 75% a partir de "avaliações geralmente favoráveis" de 20 críticos. A segunda temporada tem uma contagem de 74%.
Brian Lowry da revista Variety avaliou a série positivamente, descrevendo-a como "imperfeita mas altamente assistível" e assinalando que "inevitavelmente, há aspectos estereotípicos em ambos os lados da diferença de idade — da indulgência dos contemporâneos de Kelsey a Diana, que muitas vezes parece ter uma repreensão amarga —, mas a série raramente se inclina tanto a ponto de ser incapaz de encontrar o caminho de volta". No website Vulture.com, da revista New York, Margaret Lyons também fez uma crítica positiva, descrevendo "uma quase admiração pelos vários comportamentos desajeitados [dos personagens]". Ela ainda disse que desejava que o programa "tivesse uma primeira temporada mais longa". Megan Garber comentou a série para a The Atlantic dizendo: "Younger, um conto de fadas apto para a básica televisão a cabo, é uma confecção: espirituoso, mas não sábio, delicioso, mas não profundo. E ainda — assim como em Sex and the City, a última exploração de idade e sexualidade e identidade em tempos tumultuosos do criador Darren Star — [Younger] oferece, quase a despeito de si mesma, introspecções profundas sobre a cultura do momento."
Tom Conroy, da revista Media Life, criticou o programa principalmente por retratar a personagem de Sutton Foster, Liza, como alguém com "falta de noção durante a meia-idade", apresentando detalhes "particularmente bobos" da indústria editorial e "uma relação entre uma mãe educada de 40 anos e alguém de 26 anos que abandonou a faculdade" que, na sua opinião, "não tem para onde ir".

### Prêmios e indicações
| Ano  | Prêmio                               | Categoria                              | Indicados     | Resultado |
| ---- | ------------------------------------ | -------------------------------------- | ------------- | --------- |
| 2015 | MTV Fandom Award                     | Melhor Fã-clube                        | Younger       | Indicado  |
| 2015 | Teen Choice Awards                   | Choice Breakout TV Show                | Younger       | Indicado  |
| 2015 | Online Film & Television Association | Melhor Atriz de Série de Comédia       | Sutton Foster | Indicado  |
| 2015 | Adweek Hot List Television Awards    | Nova Série do Momento                  | Younger       | Venceu    |
| 2016 | People's Choice Awards               | Atriz Favorita de TV a Cabo            | Hilary Duff   | Indicado  |
| 2016 | Women's Image Network Award          | Melhor Atriz em Série de Comédia       | Sutton Foster | Indicado  |
| 2016 | Women's Image Network Award          | Melhor Série escrita por Mulher        | Alison Brown  | Indicado  |
| 2016 | Hollywood Music in Media Awards      | Melhor Supervisão Musical - Televisão  | Robin Urdang  | Indicado  |
| 2017 | People's Choice Awards               | Série de Comédia de TV a Cabo Favorita | Younger       | Indicado  |
| 2017 | People's Choice Awards               | Atriz de TV a Cabo Favorita            | Hilary Duff   | Indicado  |
| 2017 | Women's Image Network Award          | Melhor Atriz em Série de Comédia       | Sutton Foster | Indicado  |
| 2017 | Women's Image Network Award          | Melhor Série de Comédia                | Younger       | Indicado  |
| 2017 | Teen Choice Awards                   | Atriz de TV do Verão                   | Hilary Duff   | Indicado  |
| 2018 | Critics' Choice Television Awards    | Melhor Atriz em Série de Comédia       | Sutton Foster | Indicado  |